# Amalia (sång)
Amalia  är en vispop skriven och framförd av Lasse Kronér 2001. Låten är tredje spåret på hans självbetitlade album. Låten handlar om hans dotter, Amalia och är ursprungligen en dopsång till henne. Låten är hans enda låt på Svensktoppen och låg där i två veckor mellan 28 april och 5 maj 2001 med sjunde plats som bästa placering.